# 生体電磁気
生体電磁気（せいたいでんじき、英語: Bioelectromagnetism）とは、生体信号の一種で生体から放射される電磁気。

## 概要
生体からはプランクの法則に則り、温度に対応した波長のマイクロ波から遠赤外線に至るまでの電磁波が放射されている。それらを検出して可視化することで内部構造や機能が明らかになる。電磁波の生体透過率は周波数に比例して指数関数的に減少するため、赤外線は体表からマイクロメータ単位の温度の測定に用いられるが、マイクロ波であれば数cmの深部の体内温度の測定が可能で臓器レベルの代謝情報が得られる。使用するマイクロ波の周波数によって浸透深度が異なるので複数の周波数を使用することで深さ方向の温度分布が得られる。ハイパーサーミア治療に不可欠とされる治療部位の無侵襲測温法として検討された経緯がある。

## 特徴
- 代謝情報が得られる
- 無侵襲計測
- マイクロ波サーモグラフィであれば赤外線サーモグラフィでは困難な体内の深部からの信号が検出できる
- センチメートル単位の空間分解能

## 用途
- 診断
- 研究